# Kátia Lund
Kátia Lund (São Paulo, 1966) é uma diretora de cinema e roteirista brasileiro-estadunidense. Seus trabalhos mais notáveis são a codireção do filme Cidade de Deus e do documentário Notícias de uma Guerra Particular, que inspiraria, além de muitos filmes e documentários brasileiros, o ex-capitão do BOPE, Rodrigo Pimentel, roteirista do filme Tropa de Elite.
Filha de pais americanos que emigraram para Brasil antes do seu nascimento. Ela estudou no Colégio Maria Imaculada,  escola católica em São Paulo onde ela se sobressaiu em artes. Cursou depois a Brown University onde se interessou pelo cinema. Depois de graduada magna cum laude, ela começou a trabalhar como diretora adjunta em vídeos musicais e comerciais. Tendo crescido em uma família de classe média, Kátia tinha pouco conhecimento da situação das pessoas que vivem nas favelas cariocas quando foi contratada por Spike Lee para colaborar na produção do clipe They Don't Care About Us de Michael Jackson, filmado em uma favela. Esta experiência foi determinante para que ela começasse a fazer filmes sobre os moradores desses bairros pobres para melhorar a consciência social no Brasil. Sua amizade e admiração pelo traficante de drogas Marcinho VP causou bastante polêmica.
Em 1996, começou a trabalhar com o documentário Notícias de uma Guerra Particular, sobre uma batalha em curso entre as favelas, com traficantes fortemente armados (muitos dos quais crianças) e a polícia do Rio de Janeiro. O filme, realizado em 1999, foi aclamado pela crítica e nomeado ao Emmy após exibição no Public Broadcasting Service. O sucesso do filme abriu-lhe as portas para direção de videoclipes de hip-hop que lhe renderam vários MTV Video Music Awards latinos.
Em 2001, Kátia foi convidada por Fernando Meirelles para codirigir Palace II, um curta metragem sobre a vida de dois rapazes em uma favela. O filme ganhou vários prêmios em festivais por todo o mundo. Lund e Meirelles continuaram a parceria no filme Cidade de Deus, que recebeu aclamação internacional e foi nomeado para quatro Óscars. O sucesso do filme foi o trampolim para a série de TV Cidade dos Homens, uma continuação da história contada no Palace II. Lund e Meirelles produziram a série e ela dirigiu quatro episódios.
Lund supervisiona a organização Cinema Nosso, que começou com os jovens do elenco de Cidade de Deus que são moradores das favelas. Cinema Nosso oferece cursos e oportunidades de  ingresso no mercado audiovisual para jovens.
Em 2005, ela dirigiu um segmento de All the Invisible Children, filme multi-cultural sobre a exploração infantil que reuniu notáveis diretores como Emir Kusturica, Spike Lee, Ridley Scott e John Woo.

## Carreira

### Na televisão
- 2012 - (fdp) - HBO